# Comté de Jim Hogg
Pour les articles homonymes, voir Hogg.
Le comté de Jim Hogg, en anglais : Jim Hogg County, est un comté situé au sud de l'État du Texas aux États-Unis.  Fondé le 30 juin 1913, le siège de comté est la census-designated place de Hebbronville. Selon le recensement des États-Unis de 2020, sa population est de 4 838 habitants. Le comté a une superficie de 2 943 km2, dont la presque totalité en surfaces terrestres. Il est nommé en l'honneur de Jim Hogg (en), le 20e gouverneur du Texas de 1891 à 1895.

## Organisation du comté
Le comté de Jim Hogg est créé le 30 juin 1913. Il résulte de la réorganisation des comtés de Brooks et de Duval. Le comté est définitivement autonome et organisé le 11 août 1913. Le 3 avril 1945,  la frontière entre les comtés de Jim Hoog et de Brooks, est clarifiée notamment pour ce qui concerne le sud de celle-ci.
Il est baptisé en l'honneur de Jim Hogg (en), 20e gouverneur du Texas,.

## Comtés adjacents
| Comté de Webb   | Comté de Duval    |                 |
| Comté de Zapata | comté de Jim Hogg | Comté de Brooks |
|                 | Comté de Starr    |                 |

## Géographie - Climat

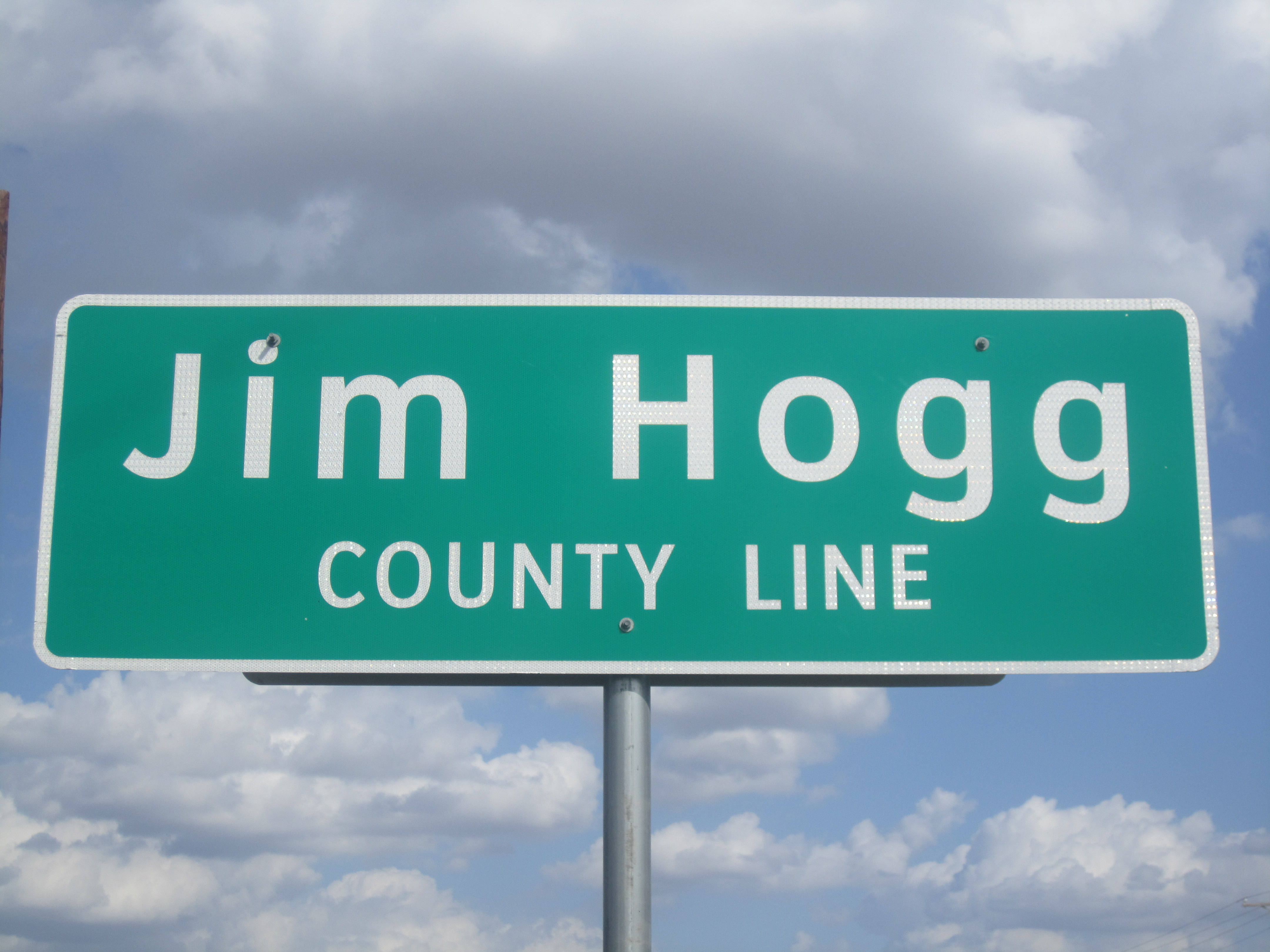
Panneau de frontière du comté de Jim Hogg.

Le comté de Jim Hogg est situé dans la vallée du Río Grande, au sud du Texas, aux États-Unis,.
Il a une superficie totale de 2 943 km2, composée de 2 942 km2 de terres et de 0,9 km2 de zones aquatiques.
Les altitudes vont de 61 m à 243 m. Les précipitations annuelles moyennes sont de 584 mm. 

## Démographie
Lors du recensement de 2010, le comté comptait une population de 5 300 habitants. Elle est estimée, en 2018, à 5 248 habitants,.

Pyramide des âges du comté de Jim Hogg (2000).